# Punta del Gravat
La punta del Gravat és un cap de la costa de la Marenda del terme comunal de Portvendres, a la comarca del Rosselló (Catalunya del Nord). Està situada a la zona oriental del terme de Portvendres, al nord de la platja de Bernadí i de la platja i el poble de Polilles.